# Памятник Мичурину (Мичуринск, Основной питомник имени И. В. Мичурина)
Памятник И. В. Мичурину в Мичуринске расположен на территории Основного питомника имени И. В. Мичурина, установлен по постановлению № 661 от 23 апреля 1937 года Совета Народных Комиссаров СССР и открыт 7 июня 1939 года — в день четвёртой годовщины со дня смерти И. В. Мичурина. Авторы памятника — скульптор Николай Иванович Шильников (1891—1959) и старший архитектор Моссовета Георгий Ипполитович Луцкий (1907—1971).
Памятник представляет собой бюст И. В. Мичурина, высеченный из цельного куска серого гранита и установленный на постаменте из красного гранита. Правой рукой учёный прижимает к груди книгу — символ мичуринской теории о преобразовании природы, левой рукой он поддерживает горсть яблок — символ изобилия. На груди у него государственные награды — Орден Ленина и Орден Трудового Красного Знамени.
На одной стороне постамента выгравированы слова Мичурина: «Человек может и должен создавать новые формы растений лучше природы». На другой стороне самая известная фраза учёного: «Мы не можем ждать милостей от природы, взять их у неё — наша задача».
Постановлением Совета Министров РСФСР № 1327 от 30 августа 1960 года О дальнейшем улучшении дела охраны памятников культуры в РСФСР бюст И. В. Мичурина внесён в Список памятников искусства, подлежащих охране как памятники местного значения. Памятник имеет статус объекта культурного наследия регионального значения (номер в реестре 681411057310005).
Кроме этого бюста в Мичуринске установлено ещё семь памятников Мичурину: на могиле Мичурина (гранитный памятник с профилем Мичурина на бронзовом медальоне), на площади Мичурина (скульптура Мичурина с тростью на гранитном пьедестале), на Привокзальной площади (скульптура Мичурина, сидящего на скамейке), бюст возле железнодорожного вокзала, бюст в Парке культуры и отдыха, бюст возле Мичуринского аграрного техникума и бюст возле ВНИИ генетики и селекции плодовых растений им. И. В. Мичурина.